# Duke Z. Richardson

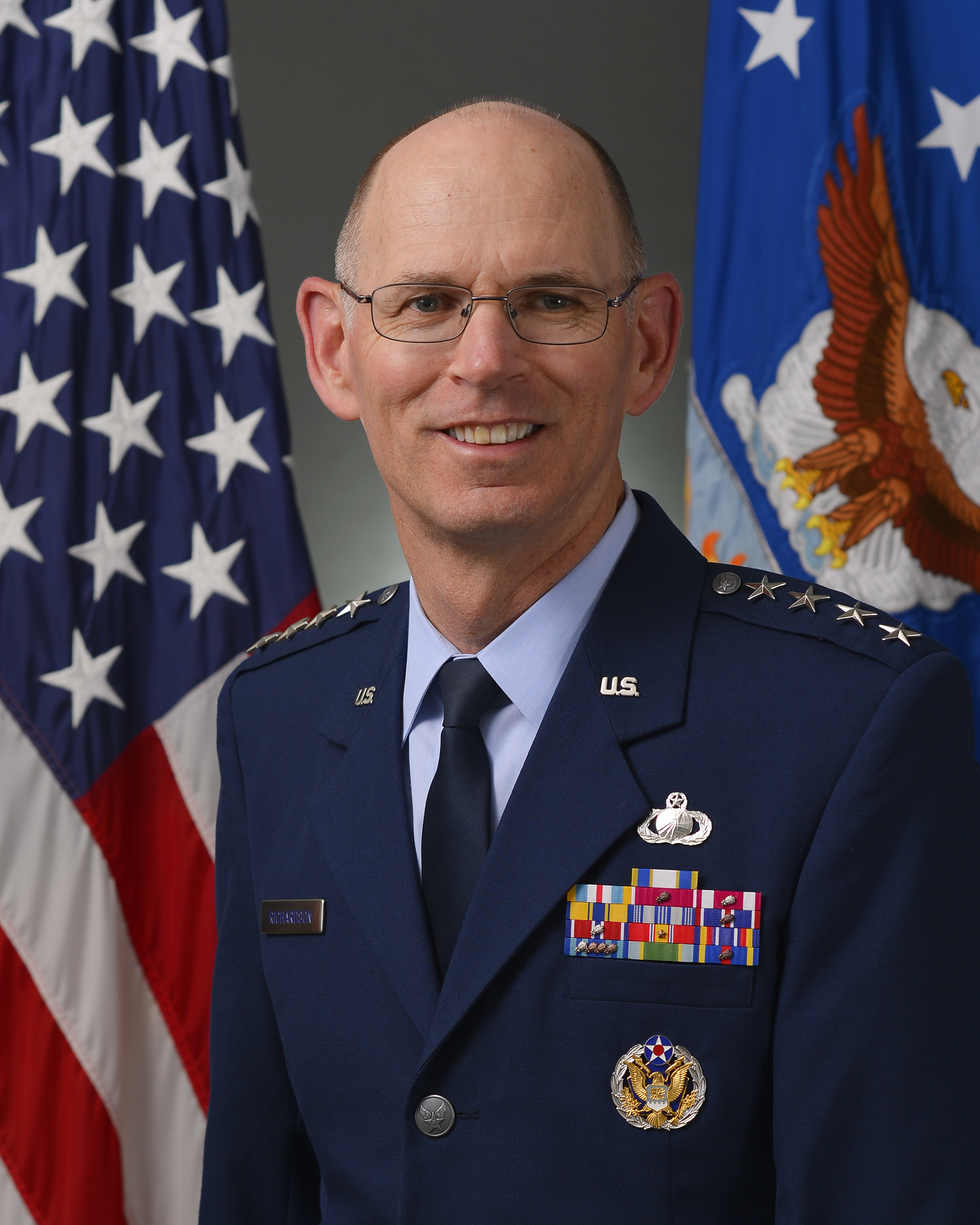
Duke Richardson

Duke Zane Richardson (* um 1964) ist ein ehemaliger General der United States Air Force. In seiner letzten Verwendung kommandierte er von 2022 bis 2025 das Air Force Materiel Command.
Im Jahr 1983 trat Richardson als Luftfahrtelektroniker in den Dienst der amerikanischen Luftwaffe. Über die Officer Training School gelangte er im Jahr 1989 in das Offizierskorps des United States Air Force.
Im Lauf seiner militärischen Karriere absolvierte er verschiedene Kurse und Schulungen. Er wurde an der Arizona State University und der University of New Mexico zum Elektrotechniker ausgebildet. Später absolvierte er die die Squadron Officer School auf der Maxwell Air Force Base in Alabama und das Air Command and Staff College, das sich ebenfalls auf der Maxwell AFB befindet. Er belegte den Advanced Program Management Course in Fort Belvoir in Virginia und besuchte das Industrial College of the Armed Forces in Fort Lesley J. McNair in Washington, D.C. Ebenfalls in Fort Lesley J. McNair absolvierte er später den Senior Acquisition Course. Weitere Kurse und Schulungen Richardsons waren das U.S. Air Force Enterprise Leadership Seminar an der University of Virginia und der Executive Program Manager’s Course in Fort Belvoir. Zudem absolvierte er das Advanced Senior Leader Development Program und den Leadership at the Peak Course.
In seinen frühen Jahren als Offizier der Luftwaffe war er an verschiedenen Stützpunkten in den Vereinigten Staaten stationiert. Dabei war er vor allem in technischen Bereichen tätig. Dazwischen absolvierte er die erwähnten Schulungen. Als Stabsoffizier war er unter anderem im Hauptquartier der Air Force tätig. Richardson war kein Pilot der Air Force. Die meisten seiner Aufgaben als Stabsoffizier lagen im Bereich der Beschaffung (Acquisition).
Im Jahr 2013 erreichte er mit seiner Beförderung zum Brigadegeneral die Generalsränge. Zwischen September 2013 und September 2014 war er auf der Wright-Patterson Air Force Base in Ohio stationiert. Dort gehörte er als Stabsoffizier der Abteilung für Logistik des Air Force Materiel Commands (AFMC) an. Anschließend verblieb er auf diesem Luftwaffenstützpunkt. Bis Juni 2017 gehörte er einer Unterorganisation des AFMC, dem Air Force Life Cycle Management Center, an. Dabei war er Abteilungsleiter in der Abteilung, die für Belange von militärischen Tankflugzeugen zuständig war (Executive Officer for Tankers, Tanker Directorate). Danach blieb er bis zum Juni 2019 im Stab des Air Force Life Cycle Management Centers und wurde Leiter der Abteilung, die für die Flugbereitschaft des Präsidenten und von Regierungsmitgliedern zuständig war (Director of the Presidential & Executive Airlift Directorate).
Zwischen Juni 2019 und Juni 2022 gehörte Duke Richardson zum Stab des Hauptquartiers der Luftwaffe. Dort war er für Beschaffung, Logistik und Technologien zuständig. Im Juni 2022 kehrte er auf die Wright-Patterson Air Force Base zurück, wo er als Nachfolger von Arnold W. Bunch das Kommando über das Air Force Materiel Command erhielt. Im Juni 2025 trat er in den Ruhestand.

## Daten der Beförderungen
| Abzeichen | Rang               | Jahr               |
| --------- | ------------------ | ------------------ |
|           | Second Lieutenant  | 28. September 1989 |
|           | First Lieutenant   | 28. September 1991 |
|           | Captain            | 28. September 1993 |
|           | Major              | 1. Juli 1999       |
|           | Lieutenant Colonel | 1. März 2003       |
|           | Colonel            | 1. Januar 2007     |
|           | Brigadier General  | 2. August 2013     |
|           | Major General      | 3. Juli 2017       |
|           | Lieutenant General | 20. Juni 2019      |
|           | General            | 13. Juni 2022      |

## Orden und Auszeichnungen
Duke Richardson erhielt im Lauf seiner militärischen Laufbahn unter anderem folgende Auszeichnungen:
- Air Force Distinguished Service Medal
- Defense Superior Service Medal
- Legion of Merit
- Meritorious Service Medal
- Air Force Commendation Medal
- Air Force Achievement Medal
- Air Force Outstanding Unit Award
- Air Force Organizational Excellence Award
- National Defense Service Medal
- Global War on Terrorism Service Medal
- Air Force Longevity Service Award